# Lawrence (Massachusetts)
Pour les articles homonymes, voir Lawrence.
Lawrence est une ville du comté d'Essex, dans l'État du Massachusetts, dans le nord-est des États-Unis. Elle possède un secteur industriel dynamique avec la fabrication de composants électroniques, le textile, la confection, la fabrication du papier et l'agroalimentaire.

## Grève de 1912
C'est à Lawrence que les Wobblies remportèrent en 1912 leur plus grande victoire. La ville est alors entièrement vouée à l'industrie textile et contrôlée par la compagnie Morgan. Les salaires y sont en moyenne de 7 dollars par semaine, dont 5 sont consacrés au loyer, pour 56 heures de travail. Un tiers des ouvriers des filatures mouraient avant l'âge de 25 ans et la mortalité infantile atteignaient 17,2 %. La grève commence en janvier, lorsque les salaires des ouvriers d'origine polonaise et italienne sont diminués.
Malgré la répression exercée par la police et l'agence Pinkerton (335 arrestations, 54 condamnations à des peines de prisons et multiples agressions physiques contre les grévistes), la grève s'étend et est observée par 23 000 travailleurs. La direction tenta aussi de neutraliser les Wobblies sous une fausse inculpation, en faisant dissimuler de la dynamite dans leur quartier général. Fortement discrédité par cette affaire (des manifestations de soutien aux syndicalistes inculpés eurent lieu jusqu'en Europe), le patronat est contraint d'accorder des augmentations de salaires allant jusqu'à 21 %.

## Démographie
| Groupe            | Lawrence | Massachusetts | États-Unis |
| ----------------- | -------- | ------------- | ---------- |
| Blancs            | 42,8     | 80,4          | 72,4       |
| Autres            | 39,4     | 4,7           | 6,4        |
| Métis             | 6,5      | 2,6           | 2,9        |
| Asiatiques        | 2,5      | 5,3           | 4,8        |
| Afro-Américains   | 1,3      | 6,6           | 12,6       |
| Amérindiens       | 1,3      | 0,3           | 0,9        |
| Total             | 100      | 100           | 100        |
|                   |          |               |            |
| Latino-Américains | 73,8     | 9,6           | 16,7       |

## Personnalités liées
- Leonard Bernstein, compositeur
- Susie Castillo, Miss USA 2003
- John William Comber (1906-1998), né à Lawrence, supérieur général de Maryknoll
- Timothy Deasy (1839-1880), patriote irlandais, y est mort
- Bill Donovan (en), joueur de baseball
- Sully Erna, chanteur du groupe Godsmack
- Robert Frost, poète
- Robert Goulet, acteur
- John Cornelius Bresnahan (1919-1983), avocat et homme politique
- William John McNaughton M.M., évêque en Corée
- Paul Monette, (1945-1995), né à Lawrence, écrivain, poète et militant homosexuel contre le SIDA
- Joe Perry, guitariste du groupe Aerosmith
- Thelma Todd, actrice
- Termanology, rappeur